# Mary Philips
Mary Philips (New London, 23 de enero de 1901 – Santa Mónica, 22 de abril de 1975) fue una actriz teatral y cinematográfica estadounidense.

## Reseña biográfica
Nacida en New London, de Connecticut, Phillips se educó en un convento de New Haven (Connecticut). 
En 1920 debutó en el teatro trabajando como corista. 

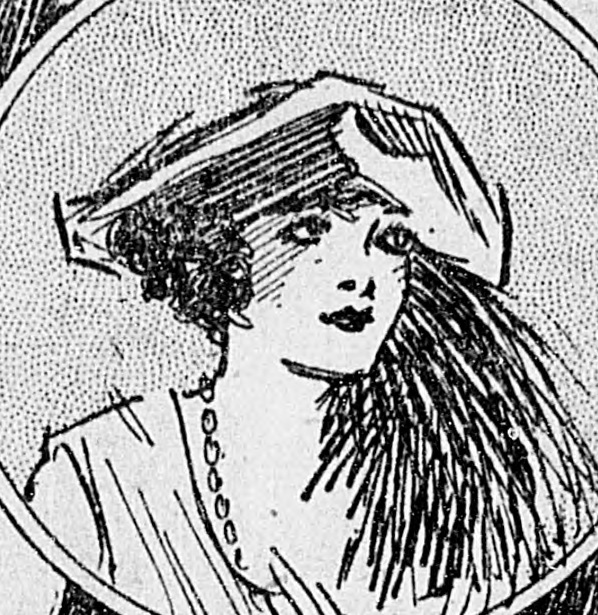
Dibujo de la edición del 27 de agosto de 1922 del periódico New-York Tribune: la actriz en el papel de una artista de cabaret.

En 1924 actuó en la obra representada en Broadway Nerves, junto a Humphrey Bogart y Kenneth MacKenna. 
Se casó en 1928 con Bogart en Hartford, Connecticut. Cuando Bogart consiguió trabajo en Hollywood ella rehusó mudarse a California, alegando sus compromisos teatrales. La pareja se divorció en 1938. 
En agosto de ese mismo año, Mary Philips se casó con el actor y director Kenneth MacKenna, y su matrimonio continuó hasta el fallecimiento de él, que ocurrió en 1962. 
La actriz falleció a causa de un cáncer en 1975 en Santa Mónica (California). Sus restos descansan en el Cementerio Forest Lawn Memorial Park, en Glendale.

## Trabajo en Broadway
- The Canary (1918)
- Poor Little Ritz Girl (1920)
- Lillies of the Field (1921)
- Pins and Needles (1922)
- The Old Soak (1922)
- Nerves (1924)
- Big Boy (1925)
- One of the Family (1925)
- Two Girls Wanted (1926)
- Gay Paree (1926)
- The Wisdom Tooth (1926)
- The Five O'clock Girl (1927)
- Skyrocket (1929)
- Gambling (1929)
- The Tavern (1930)
- The Song and Dance Man (1930)
- Oh, Promise Me (1930)
- The House Beautiful (1930)
- The Laugh Parade (1931)
- Black Sheep (1932)
- Both Your Houses (1933)
- All Good Americans (1933)
- The Pure in Heart (1934)
- Come What May (1934)
- Merrily We Roll Along (1934)
- Anything Goes (1934)
- A Touch of Brimstone (1934)
- The Postman Always Rings Twice(1936)
- The Show is On (1936)
- Spring Thaw (1938)
- Chicken Every Sunday (1944)

## Filmografía
- Broadway's Like That (1930)
- Life Begins (1931)
- Adiós a las armas (A Farewell to Arms, 1932)
- Wings Over Honolulu (La escuadrilla del Pacífico) (1937)
- As Good as Married (1937)
- That Certain Woman (1937)
- La novia vestía de rojo (The Bride Wore Red, 1937)
- Mannequin (1937)
- Lady in the Dark, como Maggie Grant (1944)
- Captain Eddie (1945)
- Incendiary Blonde (1945)
- Kiss and Tell (1945)
- Que el cielo la juzgue (Leave Her to Heaven, 1945)
- Dear Ruth (Querida Ruth) (1947)
- A Woman's Secret (1949)
- The Life of Riley (sin acreditar, 1949)
- Dear Wife (1949)
- I Can Get It for You Wholesale (1951)
- Dear Brat (1951)
- Lights Out (1952)
- Geraldine (sin acreditar, 1953)
- Prince Valiant (1954)